# Бокс на Играх доброй воли 1994
Соревнования по боксу на Играх доброй воли 1994 года прошли в Санкт-Петербурге с 23 июля по 7 августа на малой спортивной арене стадиона «Петровский». Соревнования проводились только среди мужчин. Было разыграно 12 комплектов наград.
Впоследствии стало известно о положительных результатах допинг-теста чемпионов этих Игр, кубинских боксёров Мануэля Мантильи и Вальдемара Фонта.

## Медалисты
| Весовая категория | Золото                      | Серебро                       | Бронза                                                     |
| ----------------- | --------------------------- | ----------------------------- | ---------------------------------------------------------- |
| 48 кг             | Мануэль Мантилья · Куба     | Чой Йонвук · Республика Корея | Альберт Гуардадо · США Эрик Морель · США                   |
| 51 кг             | Вальдемар Фонт · Куба       | Карлос Наваро · США           | Роман Подопригора · Россия Кикматулла Ахмедов · Узбекистан |
| 54 кг             | Владислав Антонов · Россия  | Энрике Каррион · Куба         | Тимофей Скрябин · Молдова Раимкуль Малахбеков · Россия     |
| 57 кг             | Рамаз Палиани · Россия      | Хоэль Касамайор · Куба        | Джованни Джунгато · Италия Клод Чинон · Франция            |
| 60 кг             | Паата Гвасалия · Россия     | Хайко Хинц · Германия         | Бруно Вартел · Франция Ларри Николсон · США                |
| 63,5 кг           | Эктор Винент · Куба         | Нурхан Сулейманоглу · Турция  | Нордин Мучи · Франция Олег Саитов · Россия                 |
| 67 кг             | Хуан Эрнандес Сьерра · Куба | Александр Шкаликов · Россия   | Даниэль Сантос · Пуэрто-Рико Ханс Янсен · Нидерланды       |
| 71 кг             | Сергей Караваев · Россия    | Хуан Карлос Лемус · Куба      | Орхан Делибаш · Нидерланды Дирк Дземски · Германия         |
| 75 кг             | Ариэль Эрнандес · Куба      | Шэйн Шварц · США              | Стивен Битс · США Александр Лебзяк · Россия                |
| 81 кг             | Бенджамин Макдауэл · США    | Дихосвани Вега · Куба         | Дмитрий Линков · Беларусь Юсуф Озтюрк · Турция             |
| 91 кг             | Феликс Савон · Куба         | Сергей Мочалов · Россия       | Синан Шамиль Сам · Турция Пьер Мюллер · Германия           |
| свыше 91 кг       | Алексей Лезин · Россия      | Лэнс Уитакер · США            | Эрик Фурманн · Германия Эд Махоне · США                    |